# Paul Negoescu
Paul Negoescu (n. 5 septembrie 1984, București, România) este un regizor și scenarist de film român.

## Biografie
Născut în București, Paul Negoescu a absolvit UNATC. A fost asistent de regie al lui Lucian Pintilie la filmul Tertium non datur

## Filmografie
- Alina (2004)
- Tutunul dăuneazăa grav sănătății (2005)
- Examen (2006)
- Târziu (2007)
- Acasă, (2007)
- Radu+Ana (2007)
- Scurtă plimbare cu mașina (2007)
- Renovare, (2009)
- Fabulosul destin al lui Toma Cuzin (2009)
- Derby, (2010)
- Hotline, (2011), scurtmetraj, [3]
- 12 oameni nervoși (2011)
- Ploaie la Sarajevo, (2012), scurtmetraj „observațional” (fără personaje)
- O lună în Tailanda, (2012)[4]
- Orizont, (2012)
- Vreme de câine (2015)
- Never Let it Go (2016)
- Două lozuri, (2016) [5]
- Povestea unui pierde-vară (2018)
- Oameni de treabă (2022)